# Biñan
Biñan – miasto na Filipinach w regionie CALABARZON, na wyspie Luzon.
W 2010 roku liczyło 283 396 mieszkańców.